# Fauna Puerto Ricos

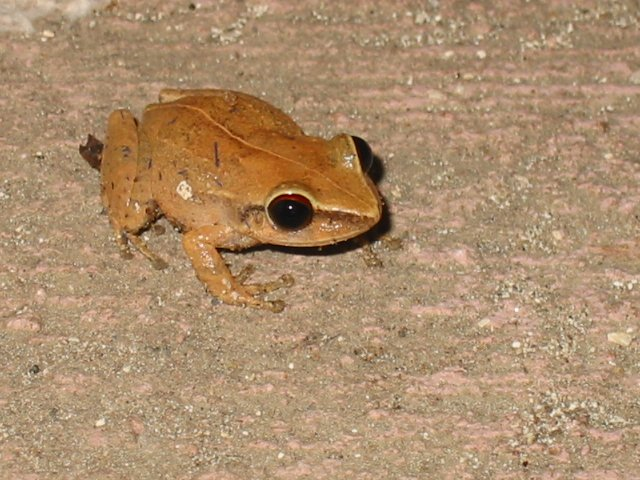
Der Höhlen-Pfeiffrosch (Eleutherodactylus coqui), die wohl bekannteste Art der puerto-ricanischen Fauna

Die Fauna Puerto Ricos ist, ähnlich wie die Fauna anderer Inselarchipele, reich an endemischen Arten. Fledermäuse sind die einzigen noch lebenden einheimischen Landsäugetiere Puerto Ricos. Alle anderen heute vorkommenden Landsäugetiere, wie Katzen, Kleine Mungos, Hausziegen und Schafe, wurden durch den Menschen eingeführt. Im zum Archipel gehörenden Meer leben zudem noch Delphine, Rundschwanzseekühe und Wale. Von den 349 Vogelarten brüten um die 120 auf dem Archipel, 47,5 % der Arten wurden nur selten oder sogar nur als Irrgäste nachgewiesen. Das vermutlich bemerkenswerteste und berühmteste Tier Puerto Ricos ist der Höhlen-Pfeiffrosch oder Coqui, eine kleine endemische Froschart, die eine der 85 Arten der Herpetofauna darstellt. In den Süßgewässern gibt es keine einheimischen Fische, allerdings einige vom Menschen eingeschleppte Arten. Der größte Teil der vorkommenden Arten sind Wirbellose.
Die Ankunft der ersten Menschen vor 4000 Jahren, und in noch größerem Maße die der Europäer vor 500 Jahren, hatte einen starken Einfluss auf die puerto-ricanische Fauna. Jagd, Habitatzerstörung, und die Einführung nicht heimischer Arten führte zum Aussterben beziehungsweise lokalen Aussterben einiger Arten. Naturschutz- und Arterhaltungsbestrebungen, besonders die für die Puerto-Rico-Amazone, begannen in der zweiten Hälfte des 20. Jahrhunderts. Im Jahr 2002 gab es 21 gefährdete Wirbeltierarten (zwei Säugetiere, acht Brutvögel, acht Reptilien, sowie drei Amphibien).

## Ursprung der Fauna Puerto Ricos

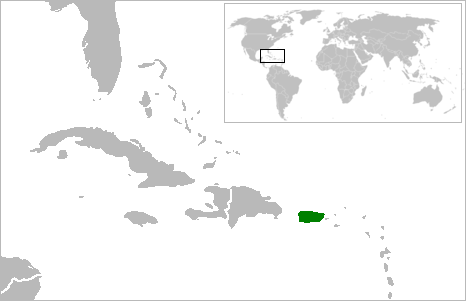
Lage Puerto Ricos in der Karibik

Die Karibische Platte, auf der Puerto Rico und die Antillen – mit der Ausnahme Kubas – liegen, formte sich im Mesozoikum. Nach Rosen bildete sich ein vulkanischer Archipel, die sogenannten „Proto-Antillen“, als sich Südamerika von Afrika abspaltete. Dieser Archipel spaltete sich später auf Grund einer neuen Verwerfung in die noch heute existierenden Großen und Kleinen Antillen. Geologisch gesehen ist der Archipel Puerto Ricos jung, da es sich erst vor ungefähr 135 Millionen Jahren bildete. Heutzutage geht man von Howard Meyerhoffs Hypothese aus, die besagt, dass sich die puerto-ricanische Bank, bestehend aus Puerto Rico, seinen vorgelagerten Inseln und den Jungferninseln, mit Ausnahme Saint Croixs, in der Kreidezeit durch Vulkanismus formten.
Es besteht bis heute Uneinigkeit darüber, wann und wie die Vorfahren der Wirbeltiere die Antillen besiedelt haben. Insbesondere ist strittig, ob die Proto-Antillen als Inseln im Ozean lagen, oder ob sie einst eine Landbrücke zwischen Süd- und Nordamerika bildeten. Das erste und vorherrschende Modell favorisiert eine Überwasserausbreitung vornehmlich südamerikanischer Arten; die andere Theorie geht von einer von der proto-antillischen Fauna ausgehenden Artbildung aus. Hedges et al. folgern, dass Ausbreitung der Arten der hauptsächliche Ursprung der Arten der Karibischen Inseln war. So sind beispielsweise Gattungen wie Eleutherodactylus verbreitet gewesen, bevor es zu einer Artentstehung kam. Andererseits haben demnach Insektenfresser, wie Nesophontes sp. und Solenodon marcanoi die Karibischen Inseln bereits früher durch andere Ausbreitungsmethoden besiedelt. Woods liefert Hinweise, die diese These stützen. Analysiert man die Ankunft der Vorfahren der antillischen Baum- und Stachelratten, ergibt sich, dass die ersten Stachelratten die Großen Antillen entweder durch Überspringen von den kleinen Antillen oder schwimmend Puerto Rico oder Hispaniola erreicht haben müssen.
MacPhee und Iturralde schlagen alternativ vor, dass die ersten Tiere des Landsäugetierstammes die Proto-Antillen im Tertiär am Übergang des Eozän in das Oligozän erreichten. Zu dieser Zeit bestand für circa 1 Million Jahre eine Landmasse namens „GAARlandia“ (Greater Antilles + Aves Ridge land), die den Nordwesten Südamerikas mit Kuba, Hispaniola und Puerto Rico verband. Danach hätten sich dann während des Auseinanderfallens der Proto-Antillen die verschiedenen Arten entwickelt.
Die letzten großen Änderungen in der Puerto-ricanischen Fauna ereigneten sich vor 10.000 Jahren, mit dem Anstieg des Meeresspiegels nach der Eiszeit und den damit verbundenen Umweltveränderungen. Puerto Ricos Umwandlung von einer trockenen Savannenlandschaft hin zum derzeitigen feuchten, waldigen Zustand führte insbesondere bei den Wirbeltieren zu massenhaften Artensterben. In dieser Zeit wurde auch die zusammenhängende Puerto-Rico-Bank in einzelne Inseln aufgelöst.

## Säugetiere

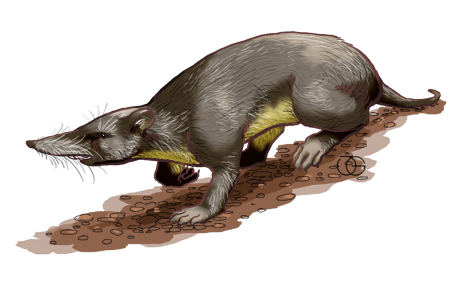
Zeichnung der ausgestorbenen Puerto Rico Spitzmaus (Nesophontes edithae)

Puerto Rico hatte, wie vielen andere karibische Inseln auch, verglichen mit dem amerikanischen Festland, eine geringe Zahl an Säugetierarten, jedoch einen hohen Anteil an Endemiten. Neben den 18 im Meer lebenden Säugetieren Puerto Ricos, wie Rundschwanzseekühe, Delphine und Wale. Besteht die ursprüngliche Landsäugetierfauna inzwischen nur noch aus 13 Fledermausarten. Drei weitere Blattnasen sind auf der Insel ausgestorben (Macrotus waterhoussii, Monophyllus plethodon, und Phyllonycteris major). Auch alle übrigen ursprünglichen hier lebenden Landsäugetiere sind ausgestorben. Darunter die größte Art der karibischen Spitzmäuse die Puerto Rico Spitzmaus (Nesophontes edithae), fünf außergewöhnliche Nagetiere: Eine Riesenhutia (Elasmodontomys obliquus), eine Baumratte (Isolobodon portoricensis) und drei Stachelratten (Heteropsomys antillensis, Heteropsomys insulans, Puertoricomys corozalus). Auch die auf Puerto Rico verbreiteten Faultiere der Gattung Acratocnus sind ausgestorben. Bejagung und Lebensraumveränderung durch den Menschen sowie eingeführte Arten werden als Ursache des Aussterbens diskutiert. Einige Forscher glauben jedoch, dass diese Arten ausgestorben sind, da sie sich nicht schnell genug an die Umweltveränderungen nach der Eiszeit anpassen konnten.
Die überwiegende Anzahl der heute auf Puerto Rico lebenden Landsäugetiere wurden vom Menschen eingeführt. Die ersten Siedler führten Hunde und Meerschweinchen aus Süd- und Zentralamerika ein. Später führten Taínos Baumratten (Hutias) aus Hispaniola als Nahrungsquelle ein. Mit der Kolonisation durch die Spanier im frühen 16. Jahrhundert kamen domestizierte Tiere, wie Katzen, Hausziegen, Schweine, Hausrinder, Pferde und Esel dazu. Weitere Arten wie die Haus- (Rattus rattus), die Wanderratte (Rattus norvegicus) und Mäuse (Mus sp.) wurden versehentlich als blinde Passagiere eingeschleppt. In jüngerer Zeit wurden auch Tiere zur biologischen Schädlingsbekämpfung eingeführt. Beispielsweise wurde der Kleine Mungo (Herpestes javanicus) im 19. Jahrhundert eingeführt, um die Schäden am Zuckerrohr in den Griff zu bekommen. Allerdings wurden nicht, wie beabsichtigt, die Ratten dezimiert, sondern die heimische Fauna und insbesondere der Gelbschulterstärling Agelaius xanthomus wurden stark in Mitleidenschaft gezogen.
Als Teil einer Studie zur evolutionären Anpassung wurden 1967 57 Rhesusaffen auf die Insel Desecheo und andere südliche Inseln und Riffe eingeführt. Vor der Einführung war Desecheo einer der größten Brutplätze des Brauntölpels (Sula leucogaster). Heutzutage brütet auf Grund des Eierraubes durch die Affen keine Vogelart mehr auf der Insel. Anstrengungen die Affen wieder zu entfernen schlugen fehl und sie haben mittlerweile ihr Verbreitungsgebiet bis in den Südwesten Puerto Ricos ausgedehnt. Aber auch andere Primaten haben Populationen in Puerto Rico aufgebaut. Ende der 1970er Jahre entkamen 107 Totenkopfaffen infolge von Vandalismus aus einer Forschungsstation bei Sabana Seca. Neueste Schätzungen gehen davon aus, dass diese Population heute aus 35 Individuen besteht.

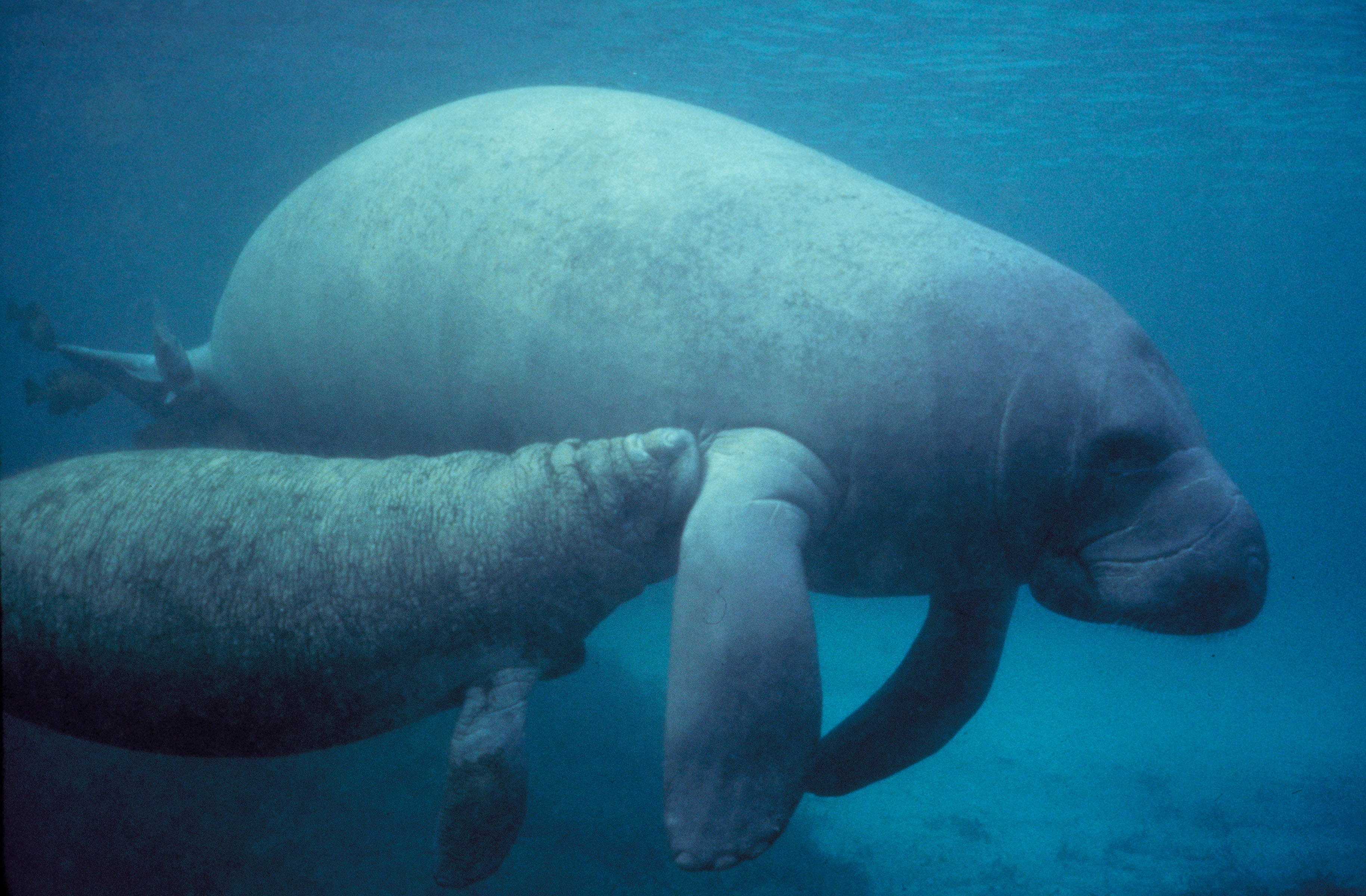
Die Karibik-Manati, eine puerto-ricanische Säugetierart

Die wohl berühmtesten im Meer lebenden Säugetiere Puerto Ricos sind die Karibik-Manatis (Trichechus manatus manatus). Die Gewässer des Archipels sind Teil der Haupttaufzuchtgebiete dieser Art. Rundschwanzseekühe sind überhaupt sehr beliebt und kulturell in Puerto Rico verankert. So gibt es ein Lied von Tony Croatto, in dem er ein von Menschen aufgezogenes Tier besingt. Auch die Gemeinde Manatí (spanisch für Rundschwanzseekuh) soll nach den Tieren benannt sein.
Die Gewässer um Puerto Rico sind darüber hinaus während des Winters ein wichtiger Aufzuchtplatz der Buckelwale auf der Nordhalbkugel. Buckelwalbeobachtung ist auch eine beliebte Touristenattraktion.

### Fledermäuse
Die 13 noch lebenden Fledermausarten gehören folgenden fünf verschiedenen Familien an: Hasenmäuler (Noctilionidae), Kinnblattfledermäuse (Mormoopidae), Blattnasen (Phyllostomidae), Glattnasen (Vespertilionidae) und Bulldoggfledermäuse (Molossidae). Zudem sind sechs der Arten endemisch auf dem Archipel. Insgesamt sind sieben Arten Insektenfresser, vier gelten als Frugivoren und jeweils eine Art ernährt sich von Fisch bzw. Nektar. Verglichen mit anderen Teilen der Großen Antillen sind 13 Arten relativ wenig. Auf Jamaika leben zum Vergleich 21 Arten, also 1,6-mal so viele, obwohl die Fläche nur etwa um den Faktor 1,2 größer ist. Eine Erklärungsmöglichkeit dafür ist, dass Jamaika näher am Festland liegt beziehungsweise über Kuba für Arten vom Festland zu erreichen ist.
Fledermäuse spielen eine wichtige Rolle in der Wald- und Höhlenökologie Puerto Ricos und helfen die Moskitopopulation unter Kontrolle zu halten. Zehn der 13 Arten sind Höhlenbewohner mit niedrigen Reproduktionsraten. Das Gebiet mit der höchsten Artdichte befindet sich im Caribbean National Forest, wo elf Arten auftreten.
Der auf der Puerto Rico Bank endemische fruchtfressende Rote Fruchtvampir (Stenoderma rufum) gilt als einzige Art, die die Samen der Balatabäume (Manilkara bidentata) im Dacryodes excelsa-Wald auf den Luquillo Mountains ausbreitet, und ist somit für dieses Ökosystem sehr wichtig. Von den Fledermäusen erzeugtes Guano sorgt für artenreiche Höhlenökosysteme, denn viele der wirbellosen Höhlenbewohner sind entweder Guano- bzw. Aasfresser, Saprophage oder Jäger derselben.
Die auf dem Archipel von Puerto Rico vorkommenden Fledermausarten sind:
- Artibeus jamaicensis
- Brachyphylla cavernarum
- Eptesicus fuscus
- Erophylla sezekoni bombifrons
- Lasiurus borealis
- Molossus molossus
- Monophyllus redmani
- Mormoops blainvillei
- Noctilio leporinus
- Pteronotus parnellii
- Pteronotus quadridens
- Stenoderma rufum
- Tadarida brasiliensis

## Vögel

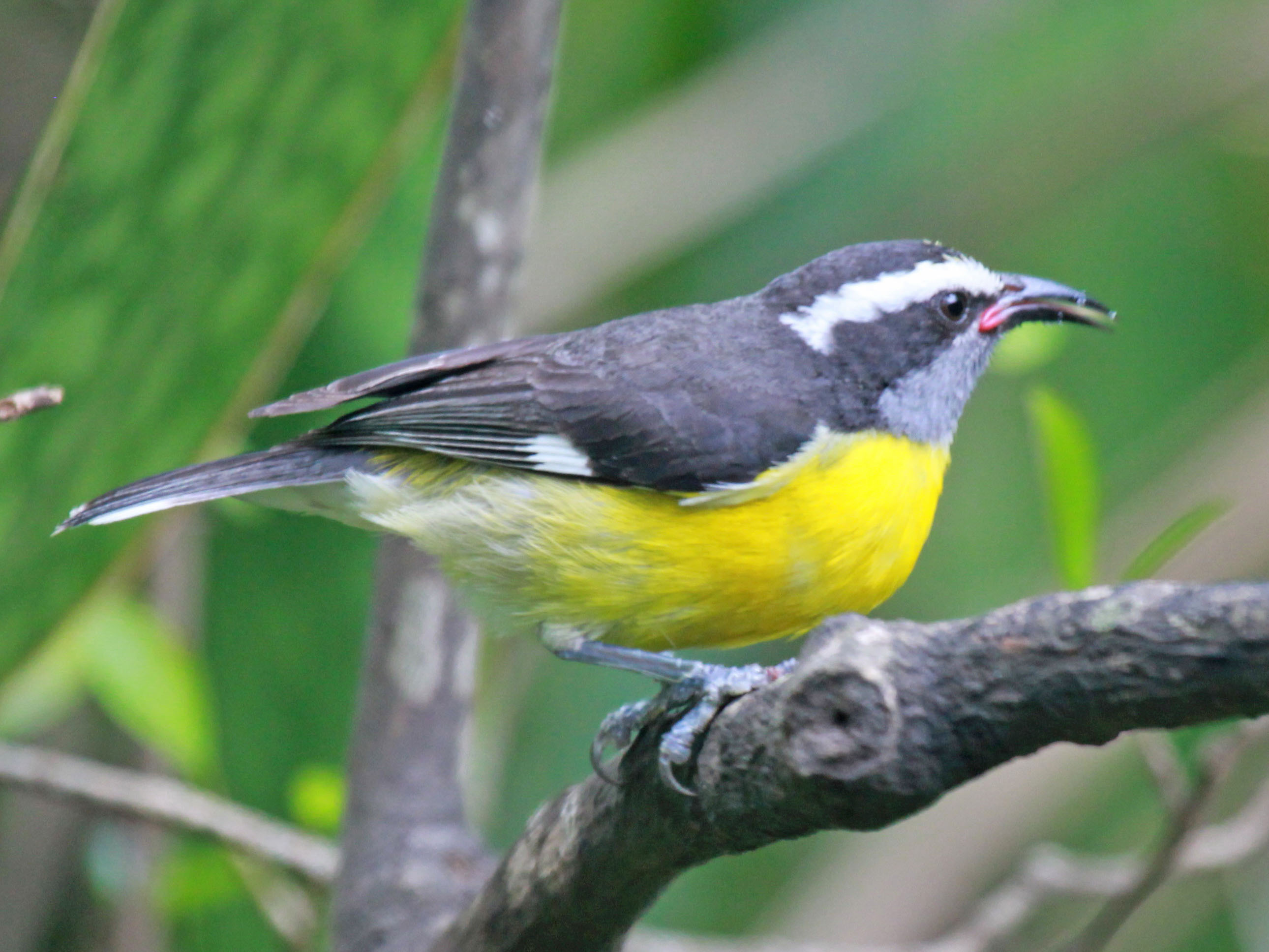
Zuckervogel, die häufigste Art in Puerto Rico

Die Avifauna Puerto Ricos setzt sich aus 349 Arten zusammen, von denen 16 Arten endemisch auf dem Archipel sind. Fast die Hälfte der Arten (166) sind Irrgäste, wurden also nur ein- oder zweimal gesichtet. 42 Arten gelten als Neobiota und wurden entweder direkt oder indirekt durch den Menschen eingeführt. Schätzungsweise 120 Arten brüten zudem regelmäßig auf dem Archipel.
Die Avifauna Westindiens hat überwiegend nordamerikanischen (südliches Nordamerika und Zentralamerika) Ursprung. Allerdings haben in jüngster Zeit aggressive südamerikanische Arten das Gebiet kolonisiert. Die auf den Großen Antillen auftretenden südamerikanischen Familien sind Kolibris (Trochilidae), Tyrannen (Tyrannidae), Zuckervögel (Coerebidae) und Tangaren (Thraupidae), die auch alle Vertreter in Puerto Rico haben. Die derzeit vorherrschende Theorie geht davon aus, dass die Vögel Westindien während der Eiszeiten im Pleistozän über den Ozean hinweg besiedelt haben. Die primitivsten Vögel Westindiens sind die Todis, die mit einer endemischen Art, dem Todus mexicanus auf Puerto Rico präsent sind.
Puerto Ricos Avifauna hat sich durch Aussterben und Ausrottung, teils durch natürliche Einflüsse, teils durch menschliche, stark verkleinert. Beispielsweise wurden Fossilien eines Seglers, Tachornis uranoceles, gefunden, die sich in das späte Pleistozän einordnen lassen. Man geht davon aus, dass die Art auf Grund von Habitatänderung nach der Würmeiszeit ausstarb. Insgesamt sind mindestens sechs endemische Arten im letzten Jahrtausend ausgestorben: Puerto-Rico-Schleiereule (Tyto cavatica), eine Schopfkarakara-Art (Polyborus latebrosus), Monasittich (Aratinga (chloroptera) maugei), Puerto-Rico-Waldschnepfe (Scolopax anthonyi), Puerto-Rico-Taube (Geotrygon larva) und eine vermutlich flugunfähige Rallenart (Nesotrochis debooyi). 1975 drohte die Puerto-Rico-Amazone mit nur noch 13 Vertretern die siebte Art zu werden. Sie konnte aber durch Schutzmaßnahmen gerettet werden. Trotzdem gilt sie noch heute als eine der zehn bedrohtesten Vogelarten der Welt. Außerdem wurden der Haitisittich, Antillenkrähe, Kubakrähe und der Rallenkranich infolge des Bevölkerungswachstums in der zweiten Hälfte des 19. Jahrhunderts auf Puerto Rico ausgerottet. Drei weitere Arten, Herbstpfeifgans, Schieferralle und Kubaflamingo, brüten nicht mehr auf dem Archipel.

## Amphibien und Reptilien

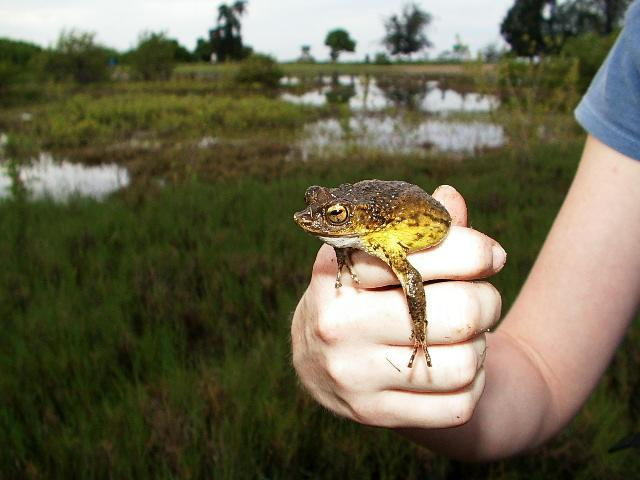
Bufo lemur, eine endemische Amphibienart Puerto Ricos

Puerto Ricos Herpetofauna besteht auf 24 Amphibien- und 61 Reptilienarten. Bei der Mehrzahl der Reptilienarten Westindiens wird davon ausgegangen, dass sie mit Treibgut auf die Inseln kamen. Es gibt aber auch Hinweise, die die These der allopatrischen Artbildung stützen. Bei der restlichen Herpetofauna geht man davon aus, dass sie Westindien, und damit auch Puerto Rico, auf dieselbe Weise erreicht hat und dann an allopatrischer Artbildung teilnahm. Als Folge davon hat Puerto Rico, und überhaupt die ganze Karibik, einen der höchsten Anteile an endemischen Reptilien und Amphibien weltweit. Die Amphibien Puerto Ricos gehören vier Familien an: Kröten (Bufonidae) (2 Arten), Laubfrösche (Hylidae) (3), Südfrösche (Leptodactylidae) (17) und Echte Frösche (Ranidae) (2). Zu den Reptilien gehören Süß-, wie Salzwasser-Schildkröten, Echsen, Doppelschleichen, Schlangen und der Krokodilkaiman.
Alle Arten der echten Frösche und der Laubfrösche Puerto Ricos wurden eingeführt. Eine Krötenart, die Aga-Kröte, wurde eingeführt, die andere, Bufo lemur, hingegen ist endemisch und stark gefährdet. Die Aga-Kröte wurde in den 1920er Jahren nach Puerto Rico eingeführt um die Population eines Käfers der Gattung Phyllophaga, der als Zuckerrohrschädling auftrat, zu kontrollieren. Alle 17 Arten der Südfrösche sind einheimisch in der Region und 16 Arten gehören der Gattung der Antillen-Pfeiffrösche (Eleutherodactylus) an, die auf Puerto Rico als Coquís bezeichnet werden. Drei Antillen-Pfeiffrösche, E. karlschmidti, E. jasperi und E. eneidae, sind vermutlich ausgestorben. E. jasperi ist die einzig lebendgebärende Art der Südfrösche und E. cooki ist die einzige Eleutherodactylus-Art, die Sexualdimorphismen in Größe und Farbe aufweist.
Der Höhlen-Pfeiffrosch oder Coqui (Eleutherodactylus coqui) ist das inoffizielle Nationalsymbol Puerto Ricos und wichtiger Bestandteil der Kultur Puerto Ricos. Da 13 der 16 Coqui-Arten auf dem Archipel endemisch sind, ist ein gängiger Ausspruch der Puerto Ricaner: De aquí como el coquí (Von hier [Puerto Rico] wie der coquí).

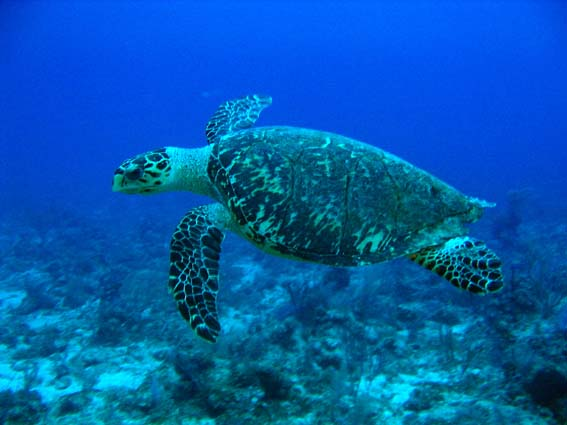
Echte Karettschildkröte, eine bedrohte Art

Puerto Ricos Schildkrötenfauna besteht aus fünf, davon zwei ausgestorbenen, Süßwasser-Schildkröten und fünf Meeresschildkröten. Zwei dieser zehn Arten, die Echte Karettschildkröte, sowie die Lederschildkröte gelten als stark gefährdet. Insbesondere bedroht sind sie durch Zerstörung ihrer Habitate und durch den Raub ihrer Eier. Der eingeführte Krokodilkaiman ist der einzige Vertreter der Ordnung Krokodile in Puerto Rico. Die größte an Land lebende Echse Puerto Ricos ist der endemisch auf Mona Island lebende Mona-Insel-Leguan (Cyclura (cornuta) stejnegeri). Eine weitere Cyclura-Art von ähnlicher Größe ist der Anegada-Grundleguan (Cyclura pinguis), der einst weiter in dem Archipel heimisch war, mittlerweile aber infolge von Jagd durch Hunde, Katzen und Menschen, sowie durch Habitatzerstörung und Konkurrenz durch Hausziegen und Schweinen nur noch auf Anegada vorkommt.

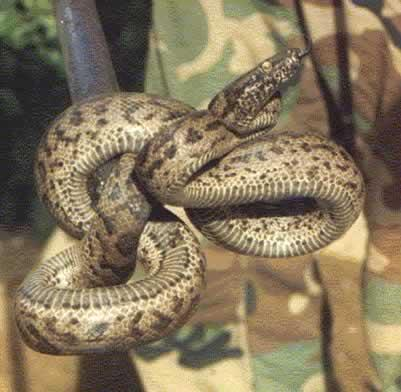
Epicrates inornatus, Puerto Ricos größte Schlange

Die elf Schlangenarten Puerto Ricos gelten als ungiftig, obwohl Forschungen ergeben haben, dass mindestens eine Art, die Puerto-Rico-Schlanknatter (Alsophis portoricensis), Gift bildet. Die Arten gehören zu drei Familien und 4 Gattungen: Typhlopidae (Thyplops), Boidae (Epicrates) und Colubridae (Alsophis und Arrhyton). Die größte Schlange Puerto Ricos ist die endemische Puerto-Rico-Boa (Epicrates inornatus), mit einer maximalen Länge von 3,7 m. Die Ernährung der Schlangen Puerto Ricos besteht aus Reptilien (Ameiva, Anolis, Geckos, Coquís und anderen Fröschen) und zu einem kleinen Teil aus Mäusen, Vögeln und Fledermäusen, dies aber nur bei Epicrates inornatus.
Die verbreitetste Echse Puerto Ricos ist Anolis pulchellus. Die Anolis-Echsen Puerto Ricos im Speziellen – und der Großen Antillen im Allgemeinen – sind ein interessantes Beispiel für adaptive Radiation. So sind die Anolis-Echsen mit den Vertretern derselben Insel deutlich näher verwandt als mit Vertretern benachbarter Inseln. Überraschenderweise haben sich auf den einzelnen Inseln jeweils die gleichen Habitatspezialisten entwickelt.

## Fische

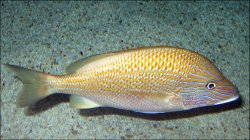
Haemulon plumieri eine der typischsten Rifffische der Karibik

Die ersten Fischbeschreibungen Puerto Ricos wurden von Cuvier und Valenciennes 1828 veröffentlicht. Sie berichteten von 33 Taxa auf dem Archipel. Puerto Rico selbst hat keine einheimischen Süßwasserfische, aber 24 eingeschleppte Arten, die hauptsächlich aus Afrika, Südamerika und dem Südosten der USA stammen. Weitere 60 Salzwasserfische nutzen die Süßgewässer Puerto Ricos zeitweise im Jahr. Die Einführungen geschahen teils mit Vorsatz teils versehentlich. Die Intentionen beim Einführen der Arten waren das Sportfischen, die Ernährung, die Kontrolle der Moskitos, und einen Köderfisch für den Forellenbarsch zu bekommen. Versehentlich eingeschleppte Arten wie der Harnischwels Pterygoplichthys multiradiatus, lassen sich größtenteils auf freigelassene Aquarienfische zurückführen. Seit 1936 betreibt das puerto-ricanische „Department of Natural and Environmental Resources“ Brutstätten bei Maricao. Um die 25.000 Fische, darunter Forellenbarsche, der Buntbarsch Cichla ocellaris und einige Schildkrötenarten werden dort jährlich aufgezogen um die Gewässers Puerto Ricos zu füllen.
In den Meeresgewässer Puerto Ricos gibt es drei Typen von Habitaten: Mangroven, Korallenriffe und Seegraswiesen. Insgesamt leben dort 667 Fischarten. wovon 242 Riffarten sind. Die Fischarten der Puerto Ricanischen Riffe sind Vertreter der karibischen Fischfauna. Gewöhnliche Rifffische sind zum Beispiel Lippfische, Riffbarsche, die Grunzer Haemulon plumieri und Haemulon sciurus, der Papageifisch Scarus vetula, und Requiemhaie (Carcharhinidae). Gerres cinereus und die Meerbrasse Archosargus rhomboidalis und sind zwei typische Mangrovenbewohner. Andere interessante Arten gehören zu den Plattfischen (21 Arten), und Haien (>20). Weißspitzen-Hochseehaie und Seidenhaie sind typisch in der Mona-Passage.

## Wirbellose
Die Wirbellosenfauna Puerto Ricos ist reich, weist aber eine geringere Artenvielfalt verglichen mit dem Festland der Neotropen auf. Verglichen mit anderen Inseln der Antillen ist Puerto Rico aber das am besten erforschte Gebiet.

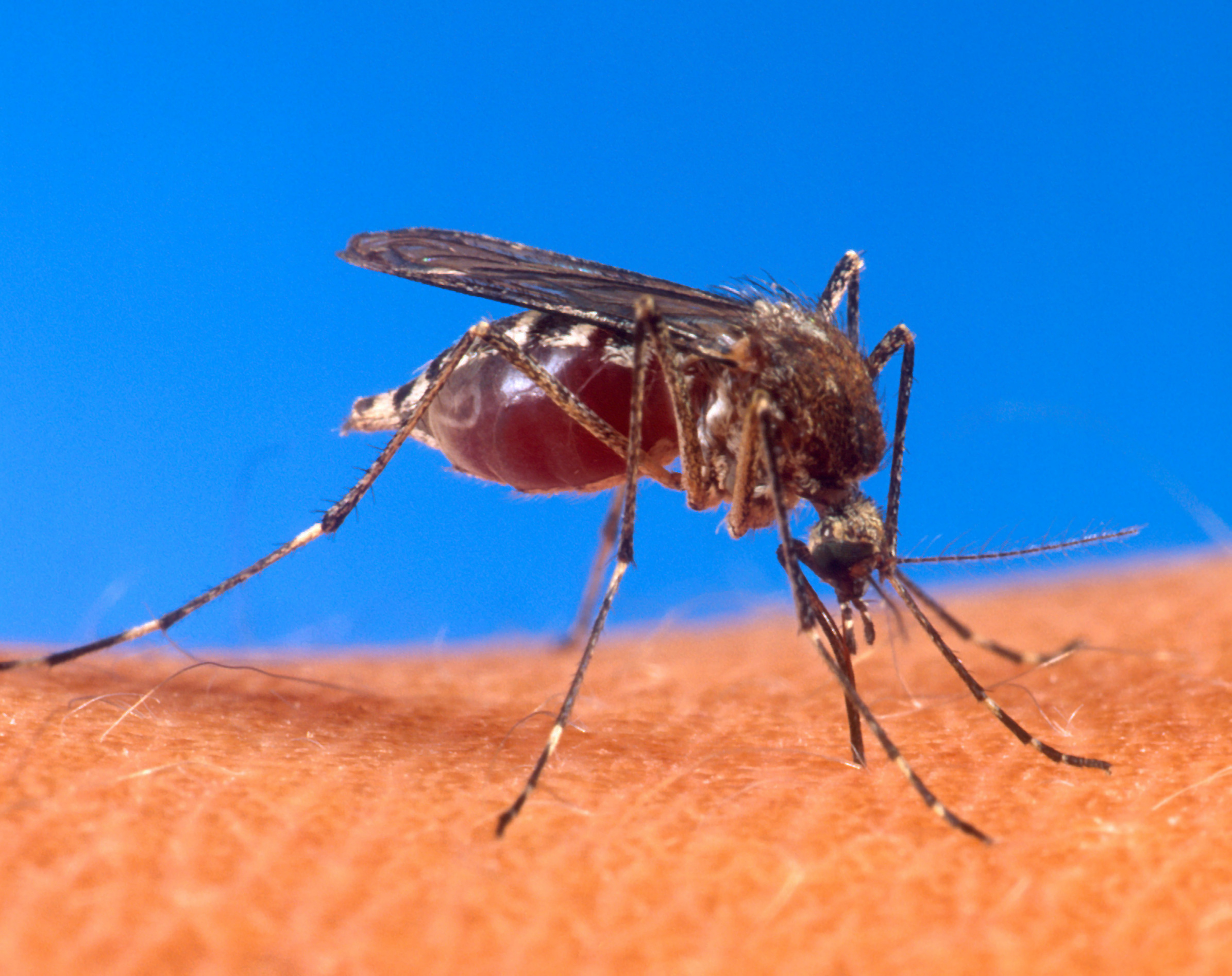
Stegomyia aegypti, wohl die bekannteste Moskitoart Puerto Ricos und Wirt des Dengue-Virus

Auch Puerto Ricos Insektenfauna gilt verglichen mit dem Festland als schlecht entwickelt. Beispielsweise kommen in Puerto Rico 300 Schmetterlingsarten, in Trinidad dagegen bereits 600 vor. In Brasilien sind bereits auf 750 Hektar 1500 Arten nachzuweisen. Von 925.000 im Jahr 1998 bekannten Insekten kamen nur 5573 in Puerto Rico vor. Von den weltweit 31 bekannten Insektenordnungen sind 27 auf Puerto Rico vertreten. Auf dem Archipel kommen keine Felsenspringer (Microcoryphia), Grillenschaben (Grylloblattidae), Steinfliegen (Plecoptera) und Schnabelfliegen (Mecoptera) vor. Die größte Insektenverwahrungsstelle Puerto Ricos befindet sich im Museo de Entimología y Biodiversidad Tropical (Museum der Entomologie und Tropischer Biodiversität).
Spinnentiere spielen eine wichtige Rolle in der Waldökologie, sowohl als Räuber als auch als Beute. In einigen Waldtypen, wie dem Dacryodes excelsa-Wald sind sie die bedeutendsten auf Bäumen lebenden wirbellosen Jäger, mit Webspinnen (Araneae) als häufigsten Vertretern. Im Maricao Commonwealth Forest gehören 27 Spinnenarten zu fünf Familien: Kräuselradnetzspinnen (Uloboridae), Zitterspinnen (Pholcidae), Kugelspinnen (Theridiidae), Baldachinspinnen (Linyphiidae) und Echte Radnetzspinnen (Araneidae). Von Theotima minutissima, einer kleinen im Caribbean National Forest häufig vorkommenden Spinnenart nimmt man an, dass sie sich mittels Jungfernzeugung fortpflanzt.
Weiter wurden 18 Regenwürmer, wovon elf der Familie Glossoscolecidae, drei den Megascolecidae und vier den Exxidae angehören, beschrieben. 78 Wirbellose sind als Höhlenbewohner bekannt. Davon kommen sechs Arten ausschließlich auf den Antillen vor, 23 sind endemisch auf Puerto Rico und 23 kommen aus Nordamerika. Nur zwei Arten sind als Troglobionten auf das Leben in Höhlen beschränkt. 45 % der Arten sind Jäger, der Rest Guanoaasfresser, Detrivoren und Pflanzenfresser. Es wird angenommen, dass der Großteil dieser Fauna im Pleistozän Puerto Rico erreichte.

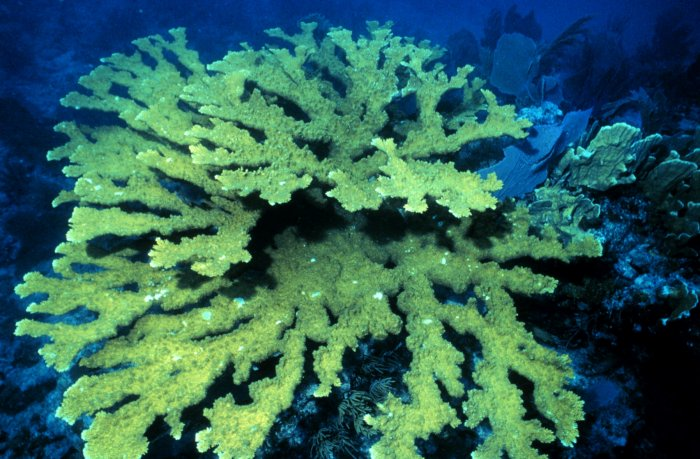
Acropora palmata, nach dem Endangered Species Act seit 2006 als gefährdet gelistet

Die marine Wirbellosenfauna Puerto Ricos setzt sich aus 61 Schwämmen, 171 Nesseltieren, 8 Schnurwürmern, 1.176 Weichtieren, 129 Vielborstern, 342 Krebstieren, 165 Stachelhäutern, 131 Moostierchen, 117 Steinkorallen, 99 Weichkorallen und Gorgonien, 13 Scheibenanemonen und 8 Hydrocorallinas. Die in den Puerto Ricanischen Gewässern auftretenden Korallenarten sind Vertreter der Karibischen Fauna. Typische auftretende Korallen sind Montrastaea annularis, Porites porites, und Acropora palmata.
Eingeschleppte Wirbellose hatten einen beobachtbaren Einfluss auf die puerto-ricanische Fauna. Heimische Süßwasserschnecken, wie Physa cubensis wurden nachteilig beeinflusst. Derzeit ist die aus Afrika eingeführte Tarebia granifera die häufigste Schnecke Puero Ricos. Und auch die eingeschleppte Honigbiene macht einer einheimischen Art, der Puerto-Rico-Amazone, im Wettkampf um Nistplätze im Caribbean National Forest das Leben schwer. Und auch die in Bezug auf Nistplätze noch aggressiveren afrikanisierten Honigbienen haben kürzlich ihr Verbreitungsgebiet um Puerto Rico erweitert. Außerdem wurden noch 18 Ameisenarten eingeschleppt.

## Menschliche Einflüsse und Naturschutz
Seit vor ungefähr 4000 Jahren die Ortoiroiden als erste Siedler Puerto Rico bevölkerten, ist das Land zahlreichen menschlichen Einflüssen ausgesetzt. Die einheimische Fauna wurde teilweise von den Urbewohnern als Nahrungsquelle benutzt, andere Teile wurden für Kleidung und Handel gebraucht. Ein signifikanter Rückgang der Artenvielfalt und der Populationsgrößen hat vermutlich erst mit dem Eintreffen der Europäer im 16. Jahrhundert begonnen. Die Zerstörung von Lebensräumen infolge von Waldrodungen für Zuckerrohrplantagen hatte einen entscheidenden und weitreichenden Einfluss auf die Fauna des späten 19. Jahrhunderts. Dabei wirkten sich auch die bereits erwähnten eingeführten, standortfremden Tiere aus. So wird davon ausgegangen, dass Ratten die Bestände von Sphaerodactylus micropithecus auf der Insel Monito deutlich negativ beeinflusst haben. Ferner wurden verwilderte Katzen dabei beobachtet, wie sie Sperlingstäubchen und endemische Reptilien jagten. Auch wurden sie mit dem Rückgang der Cyclura cornuta stejnegeri-Jungen in Verbindung gebracht. Mungos wiederum wurden bei der Jagd auf Puerto-Rico-Amazonen gesichtet.
Naturschutzprogramme gibt es sowohl für das Land selbst als auch für die einzelnen Arten. Schätzungsweise 895 ha (entspricht 3,4 % der Gesamtfläche) sind in 34 Reservate aufgeteilt. Laut IUCN gibt es in Puerto Rico 21 gefährdete Arten: 2 Säugetiere, 8 brütende Vögel, 8 Reptilien und 3 Amphibien. Die Bundesregierung der USA listet 5 Säugetiere, 2 Amphibien, 8 Vögel und 10 Reptilien im Endangered Species Act. Die Regierung Puerto Ricos hat wiederum ihre eigene Liste, auf der 3 Amphibien, 7 Vögel, 3 Reptilien, 2 Fische und 3 Wirbellose verzeichnet sind.
Momentan werden die größten Anstrengungen zum Arterhalt im Bereich der Vogelwelt geleistet. Die wohl erfolgreichste Kampagne startete 1968 für die Puerto-Rico-Amazone. Hauptziele sind die Etablierung zweier überlebensfähiger Populationen mit mehr als 500 Tieren dieser Art bis 2020 und der Schutz ihrer Habitate. Derzeit gibt es 44 wildlebende Papageien und weitere 105 in Gefangenschaft.
Der 1997 eingerichtete Puerto Rico Breeding Bird Survey (PRBBS) ist ein Programm mit dem Ziel, den Status und die Trends der Vogelfauna Puerto Ricos festzustellen. Die gesammelten Informationen werden vom United States Fish and Wildlife Service (USFWS) benutzt, um die Prioritäten bei seinen Arterhaltungsprogrammen zu setzen.
Auch der Schutz der Meere hat in jüngster Zeit in Puerto Rico Aufschwung bekommen. Der Archipel hat eine circa 1126,5 km lange Küstenlinie und 3370 km² Korallenriffe.
Das Department of Natural Resources of Puerto Rico pflegt 25 Gebiete, wovon aber nur zwei als sogenannte No Take-Gebiete ausgewiesen sind. Durch Earthwatch und Bundesregierungsprogramme konnte auch ein Bewusstsein dafür geschaffen werden, dass alle Schildkrötenarten in den Gewässern Puerto Ricos als bedroht gelten. Dies trug dazu bei, dass der Verzehr der Tiere und der Eierdiebstahl zurückgingen.

## Weitere Lektüre
- Albert Schwartz: Amphibians and Reptiles of the West Indies: Descriptions, Distributions, and Natural History. University Press of Florida, 1991, ISBN 0-8130-1049-7 (englisch).
- Charles L. Hogue: Latin American Insects and Entomology. University of California Press, 1993, ISBN 0-520-07849-7 (englisch).
- Juan A. Rivero: Los anfibios y reptiles de Puerto Rico. University of Puerto Rico Press, San Juan (Puerto Rico) 1998, ISBN 0-8477-0243-X (englisch).
- M. R. Gannon, M. Rogriguez-Duran, A. Kurta, M.R Willig: The Bats of Puerto Rico. (englisch, archive.org).
- José Julian Placer: The Bats of Puerto Rico - Bats have few friends on the island of Puerto Rico, but the dedicated few are working hard for their survival … In: Mitgliederzeitschrift der Bat Conservation International. Band 16, Nr. 2, 1998, S. 13–15 (englisch, archive.org).
- Mark Oberle: Las aves de Puerto Rico en fotografías. Editorial Humanitas, 2003, ISBN 0-9650104-2-2 (spanisch).
- The Geology of Puerto Rico. (englisch).